# Bayersk
Bayersk eller bajersk (på tysk Bairisch) er en dialektgruppe af det højtyske sprog, der tales længst sydøst i det tyske sprogområde
Bayersk dialekt tales bl.a. i forbundslandet Bayern, men dialekten tales også uden for Bayern, ligesom ikke alle bayerske dialekter er bayriske.
Bayrisk kan videre inddeles i tre dialektgrupper:
- nordbayersk, som tales i Bayern i området omkring Nürnberg og Regensburg;
- mellem- eller donaubayersk, der tales i størstedelen af Bayern samt i de østrigske delstater Salzburg, Ober-, Niederösterreich, Wien og Burgenland;
- sydbayersk, der tales i en smal stribe i Bayern syd for Augsburg, de østrigske delstater Tyrol, Kärnten og Steiermark, den italienske provinsen Syd-Tyrol samt Münster- og Samnaundalen i den schweiziske kanton Graubünden.

## Historie
Bayerne som en befolkningsgruppe, som dannede sig i den tidlige middelalder som befolkningen i hertugdømmet Bayern, der udgjorde den sydøstlige del af kongeriget Tyskland. De gamle højtyske dokumenter fra området i Bayern er identificeret som Altbairisch ("gammelt bayersk"), selvom der på dette tidlige tidspunkt er få særpræg, der ville adskille det fra alemannisk tysk. I 1100-tallet begynde dialekten at blive mere unik og forskellig fra andre tyske dialekter.